# Episodi di Hey, Arnold!
La seguente voce contiene la lista degli episodi della serie televisiva animata Hey, Arnold!

## Stagioni

### Stagione 1: 1996-1997
- Frutta Provvidenziale/ A Spasso con Eugene (Downtown as Fruits / Eugene's Bike)
- Diaro d'Amore / Verso La Libertà (The Little Pink Book / Field Trip)
- Il Berretto di Arnold / Un Piccolo Passo (Arnold's Hat / Stoop Kid)
- Il trucco di Helga / Un Vecchio Palazzo(Helga's Makeover / The Old Building)
- Le Ragazze Della Prima Media/Il Baseball(6th Grade Girls / The Baseball)
- Tutta colpa del caldo / La prima neve (Heat / Snow)
- Ossesione Ruth / Terra di nessuno (Operation Ruthless / The Vacant Lot)
- La Sacra Lista Del Sabato/ La Leggenda Del Treno Fantasma(The List / Haunted Train)
- Difesa Personale / Natura Selvaggia (Mugged / Roughin' It)
- Posta Priorita/ Agenzia Matrimoniale Arnold (Door #16 / Arnold as Cupid)
- Il Natale di Arnold (Arnold's Christmas)
- Arnold scalda la panchina/ Il più fico di tutti (Benchwarmer / Cool Jerk)
- La metropolitana / Ed l'asmatico (Das Subway / Wheezin' Ed)
- Il Tutore / La Visita Di Gerald (Tutoring Torvald / Gerald Comes Over)
- Perdere per vincere / L’Uomo che parlava ai piccioni(Spelling Bee / Pigeon Man)
- Olga viene a casa/La cometa Sally (Olga Comes Home / Sally's Comet)
- Un maialino per amico/Il re delle fogne (Abner Come Home / The Sewer King)
- Falso Allarme/Sforzi da record (False Alarm / World Records)
- Una Magica Occasione/Un giorno prima della fine (Magic Show / 24 Hours to Live)
- Il Pasticcio Di San Valentino (Arnold's Valentine)
- Biosfera/Compagni(Biosquare/Partners)

### Stagione 2: 1997-1998
- Missione Albero/ Il Nuovo Insegnante(Save the Tree / New Teacher)
- Pozione d'amore/La Bici-Tona(Helga's Love Potion / Gerald's Secret)
- A colpi di scoop / Il gattino di Harold(The Big Scoop / Harold's Kitty)
- Il lunedì più lungo/ L'amichetto di Eugene(Longest Monday / Eugene's Pet)
- La Scimmionucleosi / Il gigante del lago(Monkey Business / Big Caesar)
- Il riscatto/Signorina Perfettina(Ransom / Ms. Perfect)
- Un Halloween spaziale(Arnold's Halloween)
- In debito per la vita /Che stress saltare la scuola(Arnold Saves Sid / Hookey)
- Il giallo degli equivoci/La poesia più bella(Freeze Frame / Phoebe Cheats)
- La partita/Gerald va a vivere da solo(Mud Bowl / Gerald Moves Out)
- Soldi a palate/Migliori amici(The High Life / Best Friends)
- L'implacabili Phil/Una settimana con papà(Steely Phil / Quantity Time)
- La gara dei mangioni / Rhonda la secchiona (Eating Contest / Rhonda's Glasses)
- Helga's Boyfriend / Crush on Teacher
- Terrore nei corridoi / Paura di crescere (Hall Monitor / Harold's Bar Mitzvah)
- Coach Wittenburg / Four-Eyed Jack
- Un mito distrutto / La forza dei sogni (Eugene Goes Bad / What's Opera, Arnold?)
- La forza del vento / Sciopero degli insegnanti (Tour de Pond / Teachers Strike)
- Amici part-time / Il carro di Arnold (Runaway Float / Partners)

### Stagione 3: 1998-1999
- La Rivelazione Di Helga / Harold Il Macellaio (Helga Blabs It All / Harold the Butcher)
- La Mazza Letale / Il Cantante Country (Dangerous Lumber / Mr. Hyunh Goes Country)
- Vendesi Casa / Le Tonsille Di Gerald (Casa Paradiso / Gerald's Tonsils)
- La Stanza Di Arnold / Helga Contro Big Patty (Arnold's Room / Helga vs. Big Patty)
- Stinky Superstar / Che cos'è l'amore? (Stinky Goes Hollywood / Olga Gets Engaged)
- Il Nascondiglio Di Curly / Un Cantante Fasullo (Curly Snaps / Preteen Scream)
- L'Ultimo Compleanno Di Nonno Phil / Viaggio Su Strada (Grandpa's Birthday / Road Trip)
- La Vendetta Di Sid / Bloccati Sulle Montagne Russe (Sid's Revenge / Roller Coaster)
- Il Test Attitudinale / Oskar Trova Lavoro (The Aptitude Test / Oskar Gets a Job)
- Il Tradimento Di Arnold / Helga e La Tata (Arnold Betrays Iggy / Helga And The Nanny)
- Career Day / Hey Harold!
- Best Man / Cool Party
- Arnold & Lila / Grand Prix
- Arnold's Thanksgiving
- Helga's Show / The Flood
- Phoebe Takes the Fall / The Pig War
- Part-Time Friends / Biosquare
- Crabby Author / Rich Kid
- Girl Trouble / School Dance
- School Play
- Full Moon / Student Teacher
- Big Gino / Jamie O. in Love
- Eugene's Birthday / Stinky's Pumpkin
- The Beeper Queen / Oskar Can't Read?
- Dinner for Four / Phoebe Skips
- Helga's Parrot / Chocolate Turtles
- Love and Cheese / Weighing Harold

### Stagione 4: 1999-2000
- Back to School / Egg Story
- It Girl / Deconstructing Arnold
- Grudge Match / Polishing Rhonda
- Weird Cousin / Baby Oskar
- Grandpa's Sister / Synchronized Swimming
- Helga Sleepwalks / Fighting Families
- Headless Cabbie / Friday the 13th
- Veterans Day
- Helga on the Couch
- Dino Checks Out
- Monkeyman! / Buses, Bikes, and Subways
- Helga's Masquerade / Mr. Green Runs
- Sid the Vampire Slayer / Big Sis
- Bag of Money / Principal Simmons
- New Bully on the Block / Phoebe Breaks a Leg
- Parents Day
- Helga's Locket / Sid and Germs
- Suspended / Ernie in Love
- Summer Love (a.k.a. Beach Story)

### Stagione 5: 2001-2004
- Stuck in a Tree / The Helga Short / Rhonda Goes Broke
- Beaned / Old Iron Man
- Arnold Visits Arnie / Chocolate Boy
- Harold vs. Patty / Rich Guy
- April Fool's Day
- Gerald's Game / Fishing Trip
- Married
- On the Lam / Family Man
- Hey Arnold!: The Movie
- The Racing Mule / Curly's Girl
- The Journal
- Timberly Loves Arnold / Eugene, Eugene!
- A Day in the Life of a Classroom / Big Bob's Crisis
- Ghost Bride / Gerald vs. Jamie O
- Grandpa's Packard / Phoebe's Little Problem